# New Moon (album Swallow the Sun)
New Moon – czwarty studyjny album fińskiego zespołu doom metalowego Swallow the Sun, wydany 4 listopada 2009 roku.

## Lista utworów
1. These Woods Breathe Evil – 6:43
2. Falling World – 5:08
3. Sleepless Swans – 7:23
4. And Heavens Cried Blood – 6:17
5. Lights on the Lake (Horror pt. III) – 7:45
6. New Moon – 5:00
7. Servant of Sorrow – 6:25
8. Weight of the Dead – 9:04